# ده‌نو (رفسنجان)
ده‌نو روستایی در دهستان اسلامیه بخش مرکزی شهرستان رفسنجان استان کرمان ایران است.

## جمعیت
بر پایه سرشماری عمومی نفوس و مسکن در سال ۱۳۹۵ این روستا بدون جمعیت بوده‌است.